# Federico Volpini Sisó
Federico Volpini Sisó (Bogotá, Colombia, 20 de febrero de 1952) es un guionista, escritor y radiofonista español. Fue editor del semanario en español “La Voz de Houston” en Houston (Estados Unidos), novelista y colaborador en Soitu.es hasta la desaparición de dicho digital. Destacado creador radiofónico en España, ha sido además Director de Radio 3 (1999-2003) y profesor de guion y realización radiofónica entre 1989 y 2009 del Master de Radio de Radio Nacional de España. Es hijo del también periodista Federico Volpini de Rueda.

## Trayectoria radiofónica
Inició su carrera en Radio Peninsular de Madrid en 1974. En 1976 empezó a colaborar con Ramón Trecet en Radio Nacional de España para su programa "Diálogos con la música" y en 1978 pasó a Radio Juventud de Madrid, donde creó y dirigió "Juventud y Pitanza" (un espacio en el que se daba instrucciones a la audiencia para preparar un plato en tiempo real, sazonado con música e historias), que incluía Os fastuosos guateques dos tempos fenecidos. 

### En Radio 3
Sin dejar Radio Juventud, en 1979 participa en la puesta en marcha de Radio 3, y en 1982 se incorpora por breve tiempo al programa de Juan Ignacio Francia y Jesús Beltrán “Caravana de hormigas”. Desde principios de enero de 1983 hasta finales de 1984 se hace cargo de sucesivos de espacios en Radio 3. A finales de 1984 pasa a formar parte del equipo de Manolo Ferreras para “Tiempos Modernos”, con Matías Antolín, Pedro Atienza, José María Silva, Mercedes Etura, José Luis Moreno Ruiz, Fernando Poblet, Javier Rioyo y Javier Segade. En 1985 Radio 3 cambia de nombre y se convierte durante algunos años en Nacional 3 FM. Dirige allí dos programas en los mediodías del sábado y del domingo: Zona Roja (que aprovechaba el nuevo nombre de la emisora) y La Parada Nupcial de los Cuerpos de Guardia. A finales de 1987 se incorpora al programa “Tierra de nadie”, presentado y dirigido por Gloria Berrocal, con Pedro Atienza,  José María Silva, Montserrat Fernández, Javier Segade, José Ramón Ripoll e Isabel Ruíz.  En 1998, junto a José María Silva a cargo de la música y Benigno Moreno en la edición, gana el Premio Italia a la mejor serie de ficción radiofónica con su trabajo “Herederos del Tiempo” . En 1999 es nombrado director de Radio 3, puesto en el que permanecerá hasta 2003, apostando por la vuelta de la ficción dramatizada a la emisora y otros contenidos innovadores como la recuperación de la ficción dramatizada con la puesta en antena del serial Cuando Juan y Tula fueron a Siritinga de Carlos Faraco, entre otros muchos espacios dramatizados, como propuesta alternativa a una programación exclusivamente musical.

### Última etapa en Radio Nacional
Colabora en el programa "Historias" de Juan José Plans para Radio Uno. En 2003 pasa a Radio Exterior de España. Y entre septiembre y diciembre de 2006 pone en marcha en La Casa Encendida de Madrid junto a Radio Nacional la serie de audiodramas en directo “Radioteatropiezas”. Finalmente en año 2008 es prejubilado en Radio Nacional.
Dirige en la actualidad Audiodrama Colectivo, que programa mensualmente radioteatros cara al público para la Biblioteca Eugenio Trías de Madrid y produce el espacio semanal de radioteatro Letras Movedizas para la radioescuela municipal M21.

## Series dramatizadas para radio
- “La Era de Acuario” –adaptación- (Diálogos con la Música. Radio Nacional de España. Radio Uno. 1977).
- “Los Templarios” –adaptación- (Diálogos con la Música. Radio Nacional de España. Radio Uno. 1977).
- “Juventud y Pitanza. Relatos” (Juventud y Pitanza. Radio Juventud de Madrid. 1979. 1980. 1981)
- “El músico del Bosque” (Arkham 3. Radio Nacional de España. Radio 3. 1980).
- “Los hombres de Cibola” (Huella de España. Radio Exterior de España. 1982).
- “Ni rastro del Titanic” (Sólo sé que noche nada. Radio Nacional de España. Radio 3. 1984).
- “Novelas y Te Duermes” (Sólo sé que noche nada. Radio Nacional de España. Radio 3. 1984).
- “Tirante y Morgana” (Tiempos Modernos. Radio Nacional de España. Radio 3. Octubre/noviembre 1984).
- “Para el Culto” (Tierra de Nadie. Radio Nacional de España. Radio 3. 1987)
- “La tumba inexistente” (Mercrédit Lioné. Radio Nacional de España. Radio 3. 1987/1988).
- “Cinco semanas y un día” (Radio Nacional de España. Radio Uno. 1991).
- “El corazón de las tinieblas”[17] –adaptación de la novela de Joseph Conrad- (Radio Nacional de España, Radio 3 y, simultáneamente en catalán, Radio Quatre. 2002).
- “Radioteatropiezas”[16] (La Casa Encendida, septiembre/diciembre 2006), con textos propios y de Lourdes Castro y Álvaro Soto. Realización de Isabel Ruiz
- “Herederos del tiempo”[18] (1998) se quedó en el capítulo piloto. Nunca llegó a grabarse-.

## Programas Radiofónicos de Federico Volpini

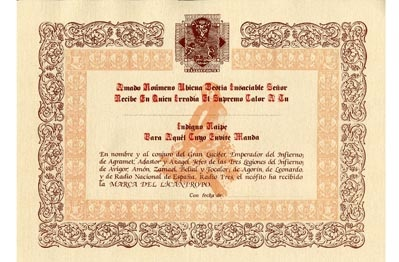
Diploma cursos licantropía aplicada

- “Peninsular Música Nueva” (Radio Peninsular de Madrid. 1975/1976).
- “Juventud y Pitanza” y “Os fastuosos guateques dos tempos fenecidos” (Radio Juventud de Madrid. 1978/1981), con Juan Ignacio Francia, Antonio Peiró y Lourdes Guerras.[19]
- “Arkham 3”[20] (Radio Nacional de España. Radio 3. 1979/1981).
- “Huella de España” (Radio Exterior de España. 1982).
- “Tres cuartos de tragedia” (Radio Nacional de España. Radio 3. 1983) con, entre otros, José Luis Ríos[21] y Carlos Tapia.
- “Sólo sé que noche nada” (Radio Nacional de España. Radio 3. 1984), con Manolo Calderón, José María Jiménez, Charo Monreal, José Luis Ríos, Rosa Salgado, José María Silva (líder del grupo Folk-rock Labanda), Carlos Tapia, que imparte en él sus “Cursos de Licantropía Aplicada”[22] (atribuidos en radio3.org a “Tris tras tres”) y Emma Tamargo.
- “¡Qué alegría ser mayor!”, codirigen José María Silva y José Luis Ríos (Onda Madrid. 1985).
- “Domingos Teotocópulos”, codirige Gloria Berrocal (Radio Nacional de España. Radio 3. 1985).
- “Archivo Expiatorio” codirige Gloria Berrocal (Radio Nacional de España. Radio 3. 1985).
- “La Parada Nupcial de los Cuerpos de Guardia” y “Zona Roja”[23] (atribuido en radio3.org a “Caravana de hormigas”). (Radio Nacional de España. Radio 3. 1985/1986).
- “¡Qué alegría ser mayor! (segunda época)”[20] codirige Isabel Ruiz (Radio Nacional de España. Radio 3. 1988).
- “Mercrédit Lyoné” (Radio Nacional de España. Radio 3. 1989), con Javier Memba,[24] Javier Segade, José María Silva e Isabel Ruiz.
- “65 Días en Poquín”[20] (Radio Nacional de España. Radio 3. 1989/1990), con Isabel Ruiz.
- “La telaraña”[20] codirige Isabel Ruiz (Radio Nacional de España. Radio 3. 1990/1991).
- “El ojo de Yavé”[20] (Radio Nacional de España. Radio 3. 1998/1999), con Mayca Aguilera, Paloma Arranz, Macarena Bartolomé, Yolanda Flecha y Miguel Ángel Hoyos.
- “El acoso semanal” (Radio Exterior de España 2004)
- “Vida particular de las palabras” (Radio 5. 2005/2006)
- “Cinesporas”[25] (Radio 5. 2007/2008)

## Publicaciones
- “Las horas del gato y otras horas” -cuentos- (Ediciones Libertarias. Madrid, 1986).
- “Panta rei” –cuentos de Federico Volpini y música de José María Silva- (Ediciones Libertarias-Prodhuffi. Madrid, 1992).
- “Diseño de programas en radio. El guion radiofónico” -con Miguel Ángel Ortiz Sobrino- (Editorial Paidós. Barcelona, 1995).
- “El enigma del caballero en el espejo” –novela juvenil- (Alfaguara. Madrid, 1996).
- Con el seudónimo El Soso Cáustico, relatos en “Ciencia y ficción en el Mono Temático” (Celeste. Madrid 2001) y “Trelatos” (Celeste. Madrid, 2002).
- “La noche de los lobos” –novela juvenil- (Nocturna. Madrid, 2011)
- "Yo he visto cosas que vosotros no creeríais" -compendio de reseñas cinematográficas, ilustrado por Amanda León- (Modernito Books. Madrid, 2013)
- “Las flores cierran en invierno” –relatos- (Valparaíso. Granada, 2015)